# Brent Everett
Brent Everett (Moose Jaw, Kanada, 1984. február 10. –) kanadai meleg pornószínész és rendező. 2003 óta több mint 40 pornó filmben szerepelt, különböző stúdióknál az Egyesült Államokban.

## Karrier
Korai munkássága elején a stúdiók a Twink kategóriába sorolták, azonban idővel túl izmos lett, hogy ebben a kategóriában maradjon. Két tetoválása van, jobb vállán egy tekercs, benne 3 kínai karakter, ami a nevét jelenti, a bal alkarján pedig két vonal.
Everett különböző bareback (védekezés nélküli szex) filmekben vett részt, úgymint a Barebacking Across America a Tipo Sesso, melynek forgatásán még csak 18 éves volt. A pályafutását barátjával Chase McKenzievel kezdte, aki szintén bareback filmekben vett részt. Everett legtöbbször top, és néha bottom szerepben játszott.
Everett, nem írt alá egyik nagy stúdióval sem kizárólagosságot, ellentétben sok más szereplővel, így lehetővé vált számára a váltás. 2004-ben, főszerepet játszott Brent Corriganval, a Schoolboy Crush-ban.
Ahhoz, hogy a pályafutása tovább haladjon, 2004-ben megnyitotta saját előfizetéses honlapját, ahol képletöltések, élőkamerás show és online bolt üzemelt, itt adta el a használt alsónadrágjait. Ez követően megalapította saját stúdió cégét Triple X Studios néven, ahol mint rendező mérette meg magát.
2006 augusztusában, megjelent három filmje, Sized Up, Starting Young és a 2nd Inning: Little Big League 2. 2007. november 8-án interjút adott Jason Sechrestnek.
2009-ben, felajánlotta támogatását szülővárosának, egy többcélú sportlétesítmény létrehozásának.

## Populáris kultúra
Everett lett a legnépszerűbb modell a felnőtt magazinokban. 2003 szeptemberében,  címlapon jelent meg a Freshmen magazinban, majd a Playguy magazinban. Európában szintén népszerű lett, címlapon jelent a PREF mag magazinban, egy interjúban kérdéseket tesznek fel neki a bareback filmekkel kapcsolatban.

## Magánélete

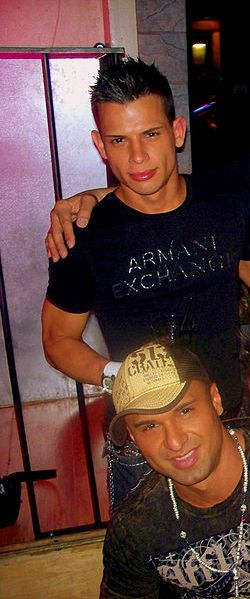
Everett (fent), és Steve Pena (lent) 2012-ben

2008 szeptemberében nyilvánosságra hozta, hogy összeházasodik Steve Pena pornósztárral. Az ünnepségre San Diegóban került sor, 2008 október 3-án.
2017 novemberében Steve Pena az Instagram oldalán bejelentette, hogy ő és Brent elválnak egymástól, s hogy házasságuk alatt nyílt kapcsolatban éltek.

## Díjak és jelölések
- Győztes: Prowler Porn Awards - Legjobb Nemzetközi Pornósztár" (2014)[2]
- Győztes: Cybersocket Web Award - Surfers Choice - Legjobb Pornósztár (2012) .[3]
- Győztes: Grabby - Legjobb Pornósztár Honlap (2012)
- Győztes: GAYVN - Legjobb Pornóoldal (2011)
- Győztes: Grabby - Az év legjobb előadója (2011)[4][5]
- Győztes: Grabby - Legjobb Színésze - Grand Slam (2011)[4][5]
- Győztes: Gayvn Award - Rajongók Kedvence 2010 (2010) .[6]
- Győztes: Gayvn Award - Legjobb Pornósztár Honlap (2010) .[6]
- Győztes: Cybersocket Web Award - Legjobb Amatőr Webkamera (2010) .[3]
- Jelölték: Gayvn Award - Az év webkamera előadója (2010) .[7]
- Győztes: Cybersocket Web Award - Legjobb Élő XXX Show (2009) .[3]
- Jelölték: Cybersocket Web Award - Legjobb Pornósztár (2010)
- Jelölték: Cybersocket Web Award - Legjobb Pornó Blog (2010)
- Jelölték: GAYVN Awards - Legjobb Szex Színhely: SuperSoaked (2005)[8]
- Jelölték: GRABBY Awards - Legjobb Duó Szex Színhely: SuperSoaked (2006)

## Filmográfia
- 2003: Navy Blues: Deeper in the Brig as Seaman Jake Mitchell
- 2003: My Overstuffed Jeans
- 2003: Manplay 10
- 2003: Cruisemaster Road Trip 5
- 2003: Best of Brent Everett
- 2003: Barebacking Across America
- 2003: Cruising It as Carter
- 2004: Lookin' for Trouble
- 2004: Little Big League
- 2004: Brock Masters' Collector's Edition
- 2004: BoyLand
- 2004: Bareboned Twinks
- 2004: Schoolboy Crush
- 2005: Wicked
- 2005: Super Soaked
- 2005: Sean Storm's Collector's Edition
- 2006: Wantin' More
- 2006: Starting Young 2
- 2006: Sized Up
- 2006: Rascal Superstar Series Brent Everett
- 2006: 2nd Inning: Little Big League II
- 2008: Fantasy Cum True: Sex Motel
- 2008: Best of Roman Heart
- 2009: Jan Fischer: Superstar
- 2009: Benjamin Bradley Superstar
- 2010: Tommy Ritter Superstar
- 2010: Tender Teens
- 2010: Raising the Bar
- 2010: Eddie Stone Superstar
- 2010: Fuck U
- 2010: Wetter Than Ever
- 2010: Grand Slam: Little Big League IV
- 2010: Sportin' Wood
- 2011: Mitchell Rock Megastud!
- 2011: Cock Trap
- 2011: Take a Load Off
- 2011: Brother Fucker
- 2012: Pile on the Jocks
- 2012: All About Big Cock
- 2012: Some Things Cum Up!